# Splanchnonema loricatum
Splanchnonema loricatum är en svampart som tillhör divisionen sporsäcksvampar, och som först beskrevs av Louis René Tulasne och Charles Tulasne, och fick sitt nu gällande namn av Margaret E. Barr. Splanchnonema loricatum ingår i släktet Splanchnonema, och familjen Pleomassariaceae. Arten är reproducerande i Sverige.